# Jork
Jork település Németországban, azon belül Alsó-Szászország tartományban. Lakosainak száma 12 395 fő (2023. december 31.). Jork Wedel, Grünendeich, Steinkirchen, Mittelnkirchen, Neuenkirchen, Buxtehude, Neu Wulmstorf és Lühe községekkel határos.

## Népesség
A település népességének változása:
| Lakosok száma | 11 696 | 12 050 | 12 136 | 11 962 | 12 183 | 12 085 | 12 344 | 12 395 |
|               | 2012   | 2015   | 2016   | 2017   | 2019   | 2021   | 2022   | 2023   |